# アニメ関門文化学園
アニメ関門文化学園（アニメかんもんぶんかがくえん）は、コミュニティエフエム下関（COME ON! FM）が制作し、同局及びミュージックバード（MUSIC BIRD for Community FM）で放送されているアニメソング専門のラジオ番組である。MCはにゃんきー梅。
番組ハッシュタグは「#アニメ関門文化学園」である。にゃんきー梅も生放送時はエゴサーチしている。

## 概要
リスナー参加型をメインに、COME ON! FM設立の1998年7月から25年にわたって継続するアニラジの長寿番組である。
2008年10月3日より、ミュージックバードを通じてコミュニティFM局でも11日遅れの毎週火曜日1:00から放送されている（遅れネット）。本放送とタイムラグが生じるため、番組中では「下関時間」という表現が多用される。なお2021年4月5日より、COME ON! FMでもミュージックバードでのネット時間帯も放送されるようになった。
ミュージックバードの「オンエア曲リスト」のうち、当番組のセットリストは放送後に更新されないことが多いが、時折更新されることがある。
COME ON! FMでは生放送と同時に全国放送用の収録も行う。ディレクター・にゃんきー梅教諭の都合が悪い場合はCOME ON! FMでの放送が収録放送となることがある。過去、全国放送版の放送時間は55分間であったが、現在はCOME ON! FMと同じ58分間となっている。この場合、番組開始57分から3分間にわたり空白が生じるため、JAM Projectの「我が名は牙狼」が2分間流れる（なお、この空白時間は局により差し替えられる場合もある）。

## 放送内容
学校という設定であるため、パーソナリティの肩書もそれに準じている。エンディングは「ホームルーム」と称し、番組のメールの宛先を紹介し、最後の曲を放送する。過去、ミュージックバードではタイムテーブル上は60分、実際は番組後の5分間は「Short Program」・「おまけの時間」と題して、関門地区でのアニメ関連のイベントや情報や、下関にゆかりのあるアニソンアーティストの曲を放送していた。
番組中、様々なアニソン歌手がタイトルコールを行うが、オープニングは影山ヒロノブと遠藤正明が務める。また「アニメ関門文化学園、Sparking!」など色々なスタイルのジングルもある。水木一郎が健在であった頃には「水木一郎です、ズババババーン!」という特殊ジングルがあったが、水木の逝去後はアクセス開始後、リクエスト終了後にしか流さなくなっている。
オープニングではJAM Projectの「レスキューファイアー」（『トミカヒーロー レスキューファイアー』OPテーマ）のインストがBGMとして使用されている。放送の終了の挨拶は『アニカン、また来週。バイバイ!!』。
リクエストやメッセージは封書・FAX・メールで可能。アニメソング以外のリクエストは受け付けていない。アニソン以外がリクエストされた場合は、メッセージのみが紹介される。『アンチ』や『暗い内容の話』、また『リスナーが不愉快になる事柄』、良くない事柄などは「メディアでの人権侵害」になるため、悪質なメールはにゃんきー梅の独断で紹介されない。最低限の情報モラルを守った文章のみを読んでいる。なお、古い作品、一定のマニアックな作品のアニソンは、音源を探しきれない、または音源が無く、リクエストしても放送できない場合がある。
毎週リクエスト曲が多すぎる場合は、エンディングに差しかかった際に流した曲は途中でフェードアウトすることがあったが、リスナーのリクエスト曲に不利になるため、エンディングはにゃんきー梅が選んだ曲か、ランティスの新譜を流している。
リクエストの曲順は、生放送のアクセスとメッセージを読んだ後に「くじ引き」をし、その順序で放送するのが決まり。平等を保つため、順序の優先は一切受け付けていない。リクエストに余裕があれば、来週にリクエストを回す時もある。
曲の途中やホームルームで、生放送中（金曜夜9時台）にリスナーから届いたメッセージ・リクエストを紹介する。ただし、放送終了前は忙しく投稿が紹介できないため、この場合は次回以降に紹介される。収録放送の場合、次の週の生放送でリスナーから寄せられたリクエスト曲がたまった場合や、リスナーのリクエスト曲が多い時はランティスの新譜を放送しないこともある。
スタジオや下関市内のショッピングセンターなどでのイベントに際しては、パーソナリティーの私物を抽選でプレゼントしている。過去には、シーモール・巌流島フェスティバル等のイベントやゲストがスタジオに来た場合、リスナー向けのプレゼントが用意されていた。
以前は東京で活動しているアニソンシンガーがゲスト出演していたが、何らかの事情で出演していない。スタジオヴォルンのアニメーターの吉田大輔が年数回の「アニメ制作教室」の講師として出演した際、カモンFMに来局し、にゃんきー梅と「唯一のゲスト」としているが、リスナーのメールが多い場合は挨拶程度にしか出演しないようになってきている。

### 生放送と収録放送版の違い
生放送と収録放送では以下のように放送内容が異なる。

#### 生放送の場合
- ランティスの新譜紹介 - リスナーの拡大に伴いメールおよびリクエスト数も増加したため、エンディングの尺埋めにランティスの曲を放送するようになった（フルコーラスではかからない時もある）。毎回アニソンレーベルの曲を少なくとも1曲は放送していた。過去、ランティスの新譜が紹介できなかった時は、近日中、もしくはこれから映画されるアニメ作品の主題歌などを放送していた。
- アクセス - 番組のメインコーナー。
  - コーナー名はメールの件名に「アクセス」と記入していることからとられた。
  - リスナーからのメッセージとアニメソングのリクエストなどを、前回の放送終了後からの送信順に紹介している。郵送・ファックスが送られた場合は、メールに優先してそれらを紹介する。
  - 放送中にメールが届いているか「送受信（メールチェック）」をした後は、前回リスナーから寄せられたリクエスト曲をノンストップで流すが、放送中またはエンディングにメールをまとめて読むようになっている。

#### 収録放送の場合
にゃんきー梅は副業でラジオのパーソナリティを務めているため、本業が多忙で生放送ができない場合、過去に収録したアニメソングを連続したものを放送する（年末年始は休止の場合あり）。放送が不定期であるため、「にゃんきーセレクション」および「特集」の収録分は複数回放送される。
- にゃんきーセレクション - にゃんきー梅が好きなアニメソングを放送時間終了まで1曲ずつ放送する。過去の収録分が複数回放送される。
- 特集（不定期）- リスナーからリクエストされた1組のアニソンアーティストに絞ってノンストップで放送時間終了まで流す。放送は不定期。

### エピソード
京都アニメーション放火殺人事件
リスナーからのメッセージがきっかけとなり、第1101回は収録放送で京都アニメーションの作品にゆかりのある曲を「にゃんきー梅セレクション」と題して放送。
放送1200回記念プレゼント
放送1200回を記念して、にゃんきーの私物がリスナーへプレゼントされた。また、スタジオヴォルンのアニメーターである吉田大輔から、にゃんきーのイラストが贈られた。なお、2021年末にもにゃんきー梅の私物プレゼントが行われた。
第1202回放送目からのアクセスについて
「ランティスの新譜の紹介」を優先して放送するが、ランティスの新譜の曲を放送できないこと（当時、リクエストが多かったため）などで、 この回の放送（収録放送）からリスナーからのリクエストをスタッフが抽選で選曲した上で放送し、抽選に外れたリクエスト曲は次の放送回に放送していた。
放送1250回生放送
4名を対象にリスナープレゼントが行われた。
リスナー私物プレゼント
リスナーからの希望で、リスナーにプレゼント品が届き、放送1300回まで遠いので、その時にプレゼントするという事を行った。にゃんきーは私物の漫画『ど根性ガエル』第22巻「さらばヨシコ先生の巻」1冊を1名に、他にはリスナーの私物とカモンFMのタイムテーブルがにゃんきーの直筆サイン入りでプレゼント。
声優陣の追悼の特集
声優の訃報があった際は、「関連ソング」として故人にゆかりのある楽曲を放送していた。また番組に関わりのない声優や、リスナー個人に関わる訃報については特集されず、「リクエストソング」の扱いとなることが多々ある。
放送1300回記念プレゼント
放送1300回を記念し、にゃんきーの私物プレゼントが行われた。
放送1330回プレゼント
リスナーの希望により、1300回にもプレゼント企画が実施された。キリが悪いので、封書で送れるコンパクトな、にゃんきーの私物がプレゼントされた
放送1350回記念プレゼント
放送1350回はにゃんきー・ヒロ校長が出演し、にゃんきー・ヒロ校長の私物プレゼントが行われた。
放送1380回記念プレゼント
リスナーからの希望、また放送1380回が近いこともあり、2025年の年明けにちなむ「お年玉プレゼント」として、にゃんきーの私物プレゼントが行われた。
放送1400回記念プレゼント
放送1400回はににゃんきー私物の5品のプレゼントが行われた。

## パーソナリティ
- にゃんき〜梅教諭[14] - 福岡県太宰府市出身、山口県在住。
- ヒロ山下校長 - 数年にわたり出演がなかったが、2024年3月29日放送の第1342回に出演した。
- M109®️UK理事長 - ここ数年、出演していない。

## コミュニティ放送局のネット状況
- 放送時間はJST、2025年5月現在。放送の早い順。全国109局ネットで放送中。
- コミュニティ放送局の特性上、イベント中継や地震・台風・選挙などの報道番組が組み込まれた場合はネット返上される例があるので各局の公式サイトを参照されたい。
- 無印はサイマルラジオ（インターネットラジオ）を実施していない局
- 〓印＝レディモ実施局
- ◉印＝FM聴実施局
- ◇印＝ListenRadio実施局
- ◆印＝JCBAサイマルラジオ実施局
- ◯印＝FM++実施局

| 放送地域 | サイマル | 放送局名                                 | 周波数  |
| -------- | -------- | ---------------------------------------- | ------- |
| 北海道   | ◉        | エフエムわっぴー（稚内市）               | 76.1MHz |
| 北海道   | ◇        | FM ABASHIRI（網走市）                    | 78.7MHz |
| 北海道   | ◇        | FMくしろ（釧路市）                       | 76.1MHz |
| 北海道   | ◇        | FM JAGA（帯広市）                        | 77.8MHz |
| 北海道   | ◆・〓    | ラジオニセコ（ニセコ町）                 | 76.2MHz |
| 北海道   | ◆・〓    | FMとまこまい（苫小牧市）                 | 83.7MHz |
| 北海道   | ◆・〓    | FMいるか（函館市）                       | 80.7MHz |
| 北海道   | ◆・〓    | エフエムくりやま（栗山町）               | 78.8MHz |
| 青森県   | ◆        | FMごしょがわら G.Radio （五所川原市）    | 76.7MHz |
| 岩手県   | ◇        | みやこハーバーラジオ（宮古市）           | 82.6MHz |
| 岩手県   | ◆        | FM One（花巻市）                         | 78.7MHz |
| 岩手県   |          | 奥州エフエム（奥州市）                   | 77.8MHz |
| 宮城県   | ◆        | エフエムいわぬま（岩沼市）               | 83.5MHz |
| 宮城県   |          | エフエムたいはく（仙台市太白区）         | 78.9MHz |
| 宮城県   | ◇        | なとらじ801（名取市）                    | 80.1MHz |
| 秋田県   | ◇        | FMゆーとぴあ（湯沢市）                   | 76.3MHz |
| 秋田県   | ◯        | FMはなび（大仙市）                       | 87.3MHz |
| 秋田県   | ◯        | ラジオおおだて（大館市）                 | 81.4MHz |
| 福島県   | ◆        | ウルトラFM（須賀川市）                   | 86.8MHz |
| 福島県   | ◆        | SEA WAVE FMいわき（いわき市）            | 76.2MHz |
| 福島県   | ◆        | 喜多方シティエフエム（喜多方市）         | 78.2MHz |
| 福島県   | ◇        | FM Mot.com（本宮市）                     | 77.7MHz |
| 茨城県   | ◇        | FMひたち（日立市）                       | 82.2MHz |
| 茨城県   | ◇        | FMぱるるん（水戸市）                     | 76.2MHz |
| 茨城県   | ◆        | FMかしま（鹿嶋市）                       | 76.7MHz |
| 茨城県   | ◆        | FMだいご（久慈郡大子町）                 | 77.5MHz |
| 茨城県   | ◇        | FMうしくうれしく放送（牛久市）           | 85.4MHz |
| 栃木県   | ◯        | FMもおか（真岡市）                       | 87.4MHz |
| 栃木県   | ◯        | FM DAMONO（足利市）                      | 88.3MHz |
| 群馬県   | ◆        | FM OZE（沼田市）                         | 76.5MHz |
| 群馬県   |          | いせさきFM（伊勢崎市）                   | 76.9MHz |
| 群馬県   | ◆・〓    | FM TARO （太田市）                       | 76.7MHz |
| 群馬県   |          | ラヂオななみ（玉村町）                   | 77.3MHz |
| 埼玉県   | ◇        | REDS WAVE（さいたま市浦和区）            | 87.3MHz |
| 埼玉県   | ◇        | FMわたらせ（加須市）                     | 76.1MHz |
| 埼玉県   | ◆・〓    | FMチャッピー（入間市）                   | 77.7MHz |
| 埼玉県   | ◆        | FMふっかちゃん（深谷市）                 | 88.5MHz |
| 千葉県   | ◆        | Radio NARITA（成田市）                   | 83.7MHz |
| 東京都   | ◆        | むさしのFM（武蔵野市）                   | 78.2MHz |
| 東京都   | ◇        | FMたちかわ（立川市）                     | 84.4MHz |
| 東京都   | ◆・〓    | コマラジ（狛江市）                       | 85.7MHz |
| 神奈川県 | ◆        | FM・ブルー湘南（横須賀市）               | 78.5MHz |
| 神奈川県 | ◆・〓    | FMやまと（大和市）                       | 77.7MHz |
| 神奈川県 | ◆・〓    | エフエム戸塚（横浜市戸塚区）             | 83.7MHz |
| 神奈川県 | ◆        | 湘南マジックウェイブ（大磯町）           | 85.6MHz |
| 新潟県   | ◆        | FMじょうえつ（上越市）                   | 76.1MHz |
| 新潟県   | ◆        | FMピッカラ（柏崎市）                     | 76.3MHz |
| 新潟県   | ◯        | ラヂオは～と（燕市）                     | 76.8MHz |
| 新潟県   | ◆        | RADIO AGATT（新発田市）                  | 76.9MHz |
| 新潟県   | ◆        | FMゆきぐに（南魚沼市）                   | 76.2MHz |
| 新潟県   | ◯        | エフエムとおかまち（十日町市）           | 78.3MHz |
| 新潟県   | ◆        | FMながおか（長岡市）                     | 80.7MHz |
| 富山県   | ◆        | FMとなみ（砺波市）                       | 76.9MHz |
| 山梨県   | ◆・〓    | エフエムふじごこ（富士吉田市）           | 76.8MHz |
| 山梨県   | ◆        | エフエム八ヶ岳（北杜市）                 | 82.2MHz |
| 長野県   | ◆        | あづみ野エフエム（安曇野市）             | 76.1MHz |
| 長野県   | ◯        | FMさくだいら（佐久市）                   | 76.5MHz |
| 長野県   | ◆・〓    | 伊那谷FM（伊那市）                       | 86.7MHz |
| 長野県   | ◆        | エルシーブイFM769（諏訪市）              | 76.9MHz |
| 長野県   | ◆・〓    | 高ボッチ高原FM（塩尻市）                 | 89.4MHz |
| 岐阜県   | ◆        | FM PiPi（多治見市）                      | 76.3MHz |
| 岐阜県   | ◆        | FMわっち（岐阜市）                       | 78.5MHz |
| 静岡県   | ◆・〓    | エフエム伊東なぎさステーション（伊東市） | 76.3MHz |
| 静岡県   | ◆・〓    | ボイス・キュー（三島市）                 | 77.7MHz |
| 静岡県   | ◆        | g-sky76.5（島田市）                      | 76.5MHz |
| 静岡県   | ◆        | 富士山GOGOエフエム（御殿場市）           | 86.3MHz |
| 静岡県   | ◆・〓    | FMいずのくに（伊豆の国市）               | 87.7MHz |
| 静岡県   | ◆・〓    | Ciao!（熱海市）                          | 79.6MHz |
| 愛知県   | ◆        | エフエムななみ（津島市）                 | 77.3MHz |
| 愛知県   | ◯        | エフエム豊橋（豊橋市）                   | 84.3MHz |
| 愛知県   | ◆        | RADIO SANQ（瀬戸市）                     | 84.5MHz |
| 愛知県   | ◯        | メディアスFM（東海市）                   | 83.4MHz |
| 愛知県   | ◯        | MID-FM（名古屋市）                       | 76.1MHz |
| 愛知県   | ◯        | RADIO LOVEAT（豊田市）                   | 78.6MHz |
| 三重県   | ◯        | CTY-FM（四日市市）                       | 76.8MHz |
| 三重県   | ◆        | いなべエフエム（いなべ市）               | 86.1MHz |
| 三重県   | ◆・〓    | Suzuka Voice FM（鈴鹿市）                | 78.3MHz |
| 滋賀県   | ◆        | Rocket's785（草津市）                    | 78.5MHz |
| 京都府   | ◆        | FMいかる（綾部市）                       | 76.3MHz |
| 奈良県   | ◆        | FM五條（五條市）                         | 78.0MHz |
| 大阪府   | ◯        | やおFM（八尾市）                         | 79.2MHz |
| 兵庫県   | ◆        | エフエムみっきい（三木市）               | 76.1MHz |
| 兵庫県   | ◆        | 805たんば（丹波市）                      | 80.5MHz |
| 広島県   | ◆        | エフエムおのみち79.4（尾道市）           | 79.4MHz |
| 広島県   | ◆        | エフエムはつかいち（廿日市）             | 76.1MHz |
| 広島県   | ◆        | FMちゅーピー（広島市）                   | 76.6MHz |
| 広島県   | ◆        | FM東広島（東広島市）                     | 89.7MHz |
| 広島県   | ◆        | FMみはら（三原市）                       | 87.4MHz |
| 島根県   |          | エフエムいずも（出雲市）                 | 80.1MHz |
| 山口県   | ◆        | COME ON! FM （下関市）※キー局            | 76.4MHz |
| 山口県   | ◆        | しゅうなんFM （周南市）                  | 78.4MHz |
| 香川県   | ◆・〓    | FM SUN（坂出市）                         | 76.1MHz |
| 香川県   | ◇        | FM81.5（高松市）                         | 81.5MHz |
| 愛媛県   | ◆        | FMがいや（宇和島市）                     | 78.0MHz |
| 愛媛県   | ◆        | FMラヂオバリバリ（今治市）               | 78.9MHz |
| 福岡県   | ◆        | FM八女（八女市）                         | 80.1MHz |
| 福岡県   | ◇        | ちょっくらじお（直方市）                 | 86.1MHz |
| 長崎県   | ◯        | はっぴぃ!FM（佐世保市）                  | 87.3MHz |
| 長崎県   |          | 壱岐エフエム（壱岐市）                   | 76.5MHz |
| 熊本県   | ◆        | かっぱFM（八代市）                       | 76.5MHz |
| 熊本県   | ◇        | FM791（熊本市）                          | 79.1MHz |
| 熊本県   | ◇        | みつばちラジオ（天草市）                 | 88.8MHz |
| 熊本県   |          | Green Pocket（小国町）                   | 76.5MHz |
| 大分県   |          | エフエムさいき（佐伯市）                 | 76.3MHz |
| 宮崎県   | ◯        | サンシャインFM（宮崎市）                 | 76.1MHz |
| 宮崎県   | ◯        | FMひゅうが（日向市）                     | 76.7MHz |
| 宮崎県   | ◇        | FMのべおか（延岡市）                     | 88.6MHz |
| 鹿児島県 | ◯        | FMさつませんだい（薩摩川内市）           | 87.1MHz |
| 沖縄県   | ◇        | FMいしがき サンサンラジオ（石垣市）      | 76.1MHz |

従来途中飛び乗り・途中飛び降り・非ネットの局でも、当該ネット局（のある地域）からの公開生放送や地元に関係する出演者が登場する場合に臨時フルネットあるいは臨時ネットする場合がある。
- NOAS FM（FMなかつ）では当初毎週月曜 1:00 - 2:00に放送されていたが、のちにミュージックバードとの同時ネットになった。その後、2022年4月の改編で同局におけるミュージックバードの再送信が終了され、打ち切りになった。
- 秋田コミュニティー放送では、当初は毎週月曜 1:30 - 2:00の飛び乗りであったが、2022年4月の改編で同時ネットとなった。また、放送翌日の毎週火曜 17:00 - 18:00にはリピート放送が行われていたが、2024年4月の改編で「ANIME ZONE」という別番組が編成され、リピート放送は打ち切りとなった。